# Vincenzo
Vincenzo (kor. 빈센조 Binsenjo) – południowokoreański serial telewizyjny. Główne role odgrywają w nim Song Joong-ki, Jeon Yeo-been, Ok Taec-yeon, Kim Yeo-jin oraz Kwak Dong-yeon. Serial emitowany był na kanale tvN od 20 lutego do 2 maja 2021 roku, w sobotę i niedzielę o 21:00.
W Polsce licencja na emisję serialu wykupiona została przez Netflix; serial dostępny jest pod angielskim tytułem.

## Obsada

### Postacie pierwszoplanowe
- Song Joong-ki jako Vincenzo Cassano / Park Joo-hyung
- Jeon Yeo-Bin jako Hong Cha-young
- Ok Taec-yeon jako Jang Jun-woo / Jang Han-seok
- Kim Yeo-jin jako Choi Myung-hee
- Kwak Dong-yeon jako Jang Han-seo

### Postacie drugoplanowe
Wusang Law Firm
- Jo Han-chul jako Han Seung-hyuk

Geumga Plaza
- Yoo Jae-myung jako Hong Yoo-chan
- Yoon Byung-hee jako Nam Joo-sung
- Choi Young-joon jako Cho Young-woon
- Choi Deok-moon jako Tak Hong-shik
- Kim Hyung-mook jako Toto
- Lee Hang-na jako Kwak Hee-soo
- Kim Seol-jin jako Larry Kang
- Kim Yoon-hye jako Seo Mi-ri
- Yang Kyung-won jako Lee Chul-wook
- Seo Ye-hwa jako Jang Yeon-jin
- Kang Chae-min jako Kim Young-ho
- Ri Woo-jin jako Jeokha
- Kwon Seung-woo jako Chaeshin

Zarządzanie finansami mrówek
- Kim Young-woong jako Park Seok-do
- Lee Dal jako Jeon Soo-nam
- Jung Ji-yoon jako Yang Joo-eun

Międzynarodowa Służba Wywiadu Bezpieczeństwa
- Im Chul-soo jako Ahn Gi-seok
- Kwon Tae-won jako Tae Jong-gu

Prokuratura Okręgowa Południowo-Wschodnia Seulu
- Seo Jin-won jako Hwang Jin-tae
- Hwang Tae-kwang jako Seo Woong-ho
- Go Sang-ho jako Jung In-kook

Rodzina Cassano
- Salvatore Alfano jako Paolo Cassano
- Luca Vaquer jako Luca

Inny
- Yoon Bok-in jako Oh Gyeong-ja
- Jung Wook-jin jako Lee Seon-ho
- Lee Do-guk jako Hwang Gyu
- Kim Tae-hoon jako Pyo Hyuk-pil